# Club Athlétique Bizertin
Der Club Athlétique Bizertin (arabisch النادي الرياضي البنزرتي, DMG an-Nādī ar-Riyāḍī al-Binzartī) ist ein Verein aus der nordtunesischen Hafenstadt Bizerte. Er hat Sektionen im Fußball, Basketball und Handball.
Der Verein wurde 1928 gegründet. Die Spielstätte ist das Stadion des 15. Oktober mit 20.000 Plätzen.

## Geschichte und Fankultur
Club Athlétique Bizertin war der erste tunesische Verein, der einen afrikanischen Pokal für Vereinsmannschaften gewann. In der Saison 1987/1988 bezwangen die Tunesier den heutigen nigerianischen Zweitligisten Ranchers Bees. Auf nationaler Ebene wurden bisher vier nationale Meisterschaften und drei Pokalsiege errungen. Ebenfalls holte sich der Klub je einmal den Ligapokal und den Superpokal.
In der Saison 1991/1992 hätte ein Unentschieden am letzten Spieltag gegen den Zweitplatzierten Club Africain gereicht um die Meisterschaft zu erringen, auswärts im direkten Duell verlor man durch ein Tor von Adel Sellimi in der Nachspielzeit und verspielte somit die Meisterschaft in buchstäblich letzter Sekunde. Die verspielte Meisterschaft gilt für den Verein bis Heute als größte Tragödie und gilt als Ursache für die Rivalität zwischen beiden Fanlagern.
Die Fans des Vereins sind bekannt dafür auch in schlechten Zeiten hinter dem Verein zu stehen. Dies ist begründet durch Ausnahmestellung des Vereins, denn in Nordtunesien hat der CAB eine lang verwurzelte und traditionsreiche Geschichte und gilt im Norden des Landes als gute und erfolgreiche Fußballschule.
Club Athlétique Bizertin oder kurz einfach nur „CAB“ wird von den eigenen Fans „Requins du Nord“ genannt, was wörtlich „Haie des Nordens“ bedeutet.

## Vereinsstruktur
Der Verein setzt seit Jahren traditionell auf jüngere Spieler und Spieler aus der eigenen Jugendabteilung. Spieler die eine gute Leistung vollbracht haben oder als Talente gehandelt werden, werden in der Regel von den finanziell besser aufgestellten Topklubs des Landes Espérance Tunis, Club Africain und Étoile abgeworben.

## Erfolge
- Tunesische Meisterschaft (4)
  - Meister: 1945, 1946, 1949, 1984
  - Vizemeister: 1992, 1999, 2012
- Tunesische Pokalsieger (3)
  - Sieger: 1982, 1987, 2013
  - Finalist: 1949, 1951, 2007, 2024
- Tunesischer Supercup: (1)
  - Sieger: 1984
  - Finalist: 1987
- Tunesischer Ligapokal (1)
  - Sieger: 2004
- Afrikanischer Pokal der Pokalsieger (1)
  - Sieger: 1988

## Statistik in den CAF-Wettbewerben
| Wettbewerb                          | Runde          | Gegner                    | Hinspiel | Rückspiel           |  |
| ----------------------------------- | -------------- | ------------------------- | -------- | ------------------- |  |
|                                     |                |                           |          |                     |  |
| African Cup of Champions Clubs 1984 | 1. Runde       | AS Garde Nationale        | 1:0 (H)  | 1:1 (A)             |  |
|                                     | 2. Runde       | FAR Rabat                 | 1:4 (H)  | 1:0 (A)             |  |
| African Cup Winners’ Cup 1988       | 1. Runde       | USM El Harrach            | 0:1 (H)  | 1:0 (6:5 n. E.) (A) |  |
|                                     | 2. Runde       | Horseed FC                | 2:0 (A)  | 7:0 (H)             |  |
|                                     | Viertelfinale  | Wallidan Banjul           | w/o      | w/o                 |  |
|                                     | Halbfinale     | Diamant Yaoundé           | 0:1 (A)  | 3:0 (H)             |  |
|                                     | Finale         | Ranchers Bees             | 0:0 (A)  | 1:0 (H)             |  |
| African Cup Winners’ Cup 1989       | 1. Runde       | CI Kamsar                 | 0:0 (A)  | 1:0 (H)             |  |
|                                     | 2. Runde       | al-Merreikh Omdurman      | 1:0 (H)  | 0:2 (A)             |  |
| CAF Cup 1992                        | 1. Runde       | Zumunta AC                | 3:0 (H)  | 1:1 (A)             |  |
|                                     | 2. Runde       | ASEC Ndiambour            | 0:1 (A)  | 4:1 (H)             |  |
|                                     | Viertelfinale  | ASM Oran                  | 0:0 (A)  | 2:0 (H)             |  |
|                                     | Halbfinale     | Shooting Stars FC         | 2:0 (H)  | 0:3 (A)             |  |
| CAF Cup 2000                        | 1. Runde       | USFA Ouagadougou          | 2:0 (H)  | 1:2 (A)             |  |
|                                     | 2. Runde       | Stade d’Abidjan           | 0:3 (A)  | 4:1 (H)             |  |
| CAF Champions League 2013           | Vorrunde       | al-Ittihad                | 1:1 (H)  | 1:0 (A)             |  |
|                                     | 1. Runde       | Dynamos FC                | 3:0 (H)  | 0:1 (A)             |  |
|                                     | 2. Runde       | al Ahly SC                | 0:0 (H)  | 1:2 (A)             |  |
| CAF Confederation Cup 2013          | Play-off-Runde | Ismaily SC                | 3:0 (H)  | 0:1 (A)             |  |
|                                     | Gruppenphase   | FUS de Rabat              | 1:1 (A)  | 1:0 (H)             |  |
|                                     | Gruppenphase   | ES Sétif                  | 0:0 (H)  | 0:1 (A)             |  |
|                                     | Gruppenphase   | Tout Puissant Mazembe     | 1:0 (H)  | 0:1 (A)             |  |
|                                     | Halbfinale     | CS Sfax                   | 0:0 (H)  | 0:1 (A)             |  |
| CAF Confederation Cup 2014          | 1. Runde       | Clube Desportivo da Huíla | 1:0 (A)  | 2:0 (H)             |  |
|                                     | 2. Runde       | Warri Wolves FC           | 0:0 (A)  | 2:1 (H)             |  |
|                                     | Play-off-Runde | Nkana FC                  | 0:0 (A)  | 1:1 (H)             |  |

## Andere Abteilungen

### Basketball
Die Basketballmannschaft des Vereins spielt in der zweiten Liga. Als größte Erfolge gelten der Gewinn des Ligapokals 2013 und die Bronzemedaille beim Arab Champions Cup 2012.

### Handball
Die Handballsektion des Vereins spielt seit der Spielzeit 2025/26 wieder in der höchsten Spielklasse des Landes.